# Coptodactyla tuberculata
Coptodactyla tuberculata là một loài bọ cánh cứng trong họ Bọ hung (Scarabaeidae).